# Yola d'Avril
Pour les articles homonymes, voir Avril (homonymie) et Vermeiren.

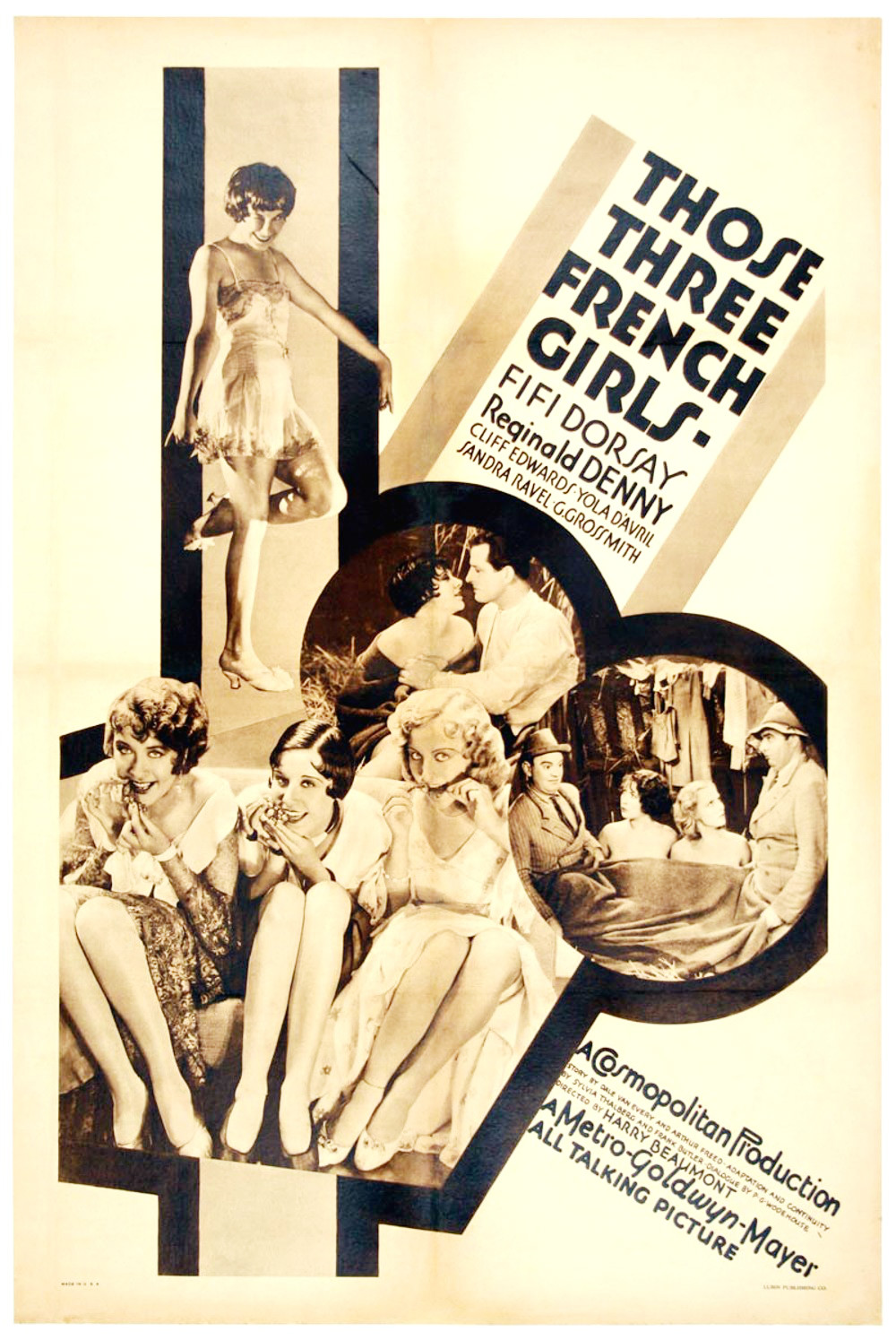
Poster de Those Three French Girls (1930), avec Yola d'Avril, Fifi D'Orsay et Sandra Ravel (de g. à d.)

Yola d'Avril, née Yvonne Gabrielle Julienne Vermeiren le 8 avril 1906 à Molenbeek-Saint-Jean et morte le 2 mars 1984 à Ventura (Californie), est une actrice d'origine belge naturalisée américaine.

## Biographie

### Jeunesse et famille
Yvonne Gabrielle Julienne Vermeiren naît le 8 avril 1906 à Molenbeek-Saint-Jean,. Son père, Jules Henri Louis Vermeiren, employé, et sa mère, Gabrielle Jeanne Elisa Jonckheere, sans profession, se sont mariés le 22 février 1905 à Saint-Josse-ten-Noode. Elle a un frère cadet, Édouard, né en 1907 à Angleur, près de Liège. Le 23 juin 1909, à Bruxelles, Jules Vermeiren demande la dissolution de son mariage. Son épouse est alors déclarée sans résidence connue.
En 1921, Gabrielle Jonckheere embarque sur le S.S. Scandinavian avec ses deux enfants pour  Calgary, afin de s'établir au Canada,. La famille s'installe aux Etats-Unis vers 1925. Yvonne Vermeiren prend le pseudonyme de Yola d'Avril, sa mère adoptant le surnom Tico d'Avril pour quelques rôles au théâtre,.
En 1930, Yvonne Vermeiren épouse à Valyermo, comté de Los Angeles, le compositeur de musique américain Edward Ward. Naturalisée américaine en 1937, elle divorce en 1941 et se remarie en 1948 avec le scénariste Josef Montiague.

### Carrière
Présentée comme une danseuse parisienne, et un mannequin du couturier Jean Patou, Yola d'Avril commence sa carrière dans le cinéma muet à Hollywood en février 1925, lorsqu'elle est sélectionnée pour jouer l'un des 14 modèles du film The Dressmaker from Paris (en) de Paul Bern.
Sa carrière compte plus de 70 films américains (dont une dizaine muets), des seconds rôles de caractère ou des petits rôles non crédités. 
Yola d'Avril apparaît notamment dans La Vallée des géants de Charles Brabin (1927, avec Milton Sills et Doris Kenyon), She Goes to War d'Henry King (1929, avec Eleanor Boardman), Le Revenant de Berthold Viertel (1932, avec Claudette Colbert et Clive Brook), À Paris tous les trois de Wesley Ruggles (1937, avec Claudette Colbert, Melvyn Douglas et Robert Young), ou encore Cape et Poignard de Fritz Lang (1946, avec Gary Cooper et Lilli Palmer). Son dernier film, Le Petit Garçon perdu de George Seaton (avec Bing Crosby et Claude Dauphin), sort en 1953.
Yola d'Avril meurt en 1984 à Ventura, non loin de Port Hueneme où elle s'était établie après son second mariage.

## Archives personnelles
- Arbre généalogique et documents d'archives[7]

## Filmographie partielle
- 1925 : The Dressmaker from Paris (en) de Paul Bern : un mannequin (non créditée)[14]
- 1925 : Yes, Yes, Babette, court métrage d'Earle Rodney : La cocotte de Paris
- 1926 : Fresh Faces, court métrage de Harold Beaudine : rôle non spécifié
- 1927 : The War Horse (en) de Lambert Hillyer : Yvonne
- 1927 : Chiffons (American Beauty) de Richard Wallace : L'opératrice du téléphone
- 1927 : The Tender Hour (en) de George Fitzmaurice : Une fille du cabaret
- 1927 : La Vallée des géants (The Valley of the Giants) de Charles Brabin : Felice
- 1927 : Smile, Brother, Smile de John Francis Dillon : Daisy
- 1927 : Orchids and Ermine d'Alfred Santell : L'opératrice du téléphone
- 1928 : Vamping Venus d'Edward F. Cline : La sténographe
- 1928 : Three-Ring Marriage (en) de Marshall Neilan : Minnie
- 1928 : The Noose de John Francis Dillon : Une fille du cabaret
- 1928 : Lady Be Good de Richard Wallace : L'assistante
- 1929 : Shanghai Lady (en) de John S. Robertson : Lizzie
- 1929 : Hot for Paris de Raoul Walsh : Yola Dupré
- 1929 : Parade d'amour (The Love Parade) d'Ernst Lubitsch : Paulette
- 1929 : She Goes to War de Henry King : Yvette
- 1930 : Just Like Heaven de Roy William Neill : Fifi
- 1930 : Pêle-mêle, court métrage de James Parrott, version française de Les Bricoleurs (Hog Wild) : Mme Hardy
- 1930 : Those Three French Girls d'Harry Beaumont : Diane
- 1930 : À l'Ouest, rien de nouveau (All Quiet on the Western Front) de Lewis Milestone : Suzanne
- 1930 : The Bad One de George Fitzmaurice : Gida
- 1930 : Born Reckless de John Ford et Andrew Bennison (en) : La fille française
- 1931 : The Right of Way de Frank Lloyd : Suzette
- 1931 : Women Go on Forever (en) de Walter Lang : Perle
- 1931 : C'est mon gigolo (Just a Gigolo) de Jack Conway : Pauline
- 1931 : Svengali d'Archie Mayo : Une servante
- 1931 : God's Gift to Women de Michael Curtiz : Dagmar
- 1932 : Sky Devils d'A. Edward Sutherland : Fifi
- 1932 : Le Revenant (The Man from Yesterday) de Berthold Viertel : L'amie de Tony
- 1932 : A Passport to Hell de Frank Lloyd : Rosita
- 1932 : Strange Innertube de Del Lord : L'amie de « Diamond Joe »
- 1932 : A Parisian Romance (en) de Chester M. Franklin : Pauline
- 1933 : Diplomaniacs (en) de William A. Seiter : La vamp française
- 1934 : Kansas City Princess de William Keighley : La manucure française
- 1934 : Fascination (Glamour) de William Wyler : Renée
- 1934 : Monte Carlo Nights (en) de William Nigh : Madelon
- 1934 : Tarzan et sa compagne (Tarzan and His Mate) de Cedric Gibbons et Jack Conway : La fille de M. Feronde
- 1935 : Capitaine Blood (Captain Blood) de Michael Curtiz : Une fille à la taverne
- 1937 : À Paris tous les trois (I Met Him in Paris) de Wesley Ruggles : La femme française de la chambre 617
- 1939 : Autant en emporte le vent (Gone with the Wind) de Victor Fleming, George Cukor et Sam Wood : Une fille de Belle Watling
- 1940 : L'Enfer vert (Green Hell) de James Whale : Une native
- 1942 : Espionne aux enchères (The Lady Has Plans) de Sidney Lanfield : Une servante de l'hôtel
- 1942 : Night in New Orleans (en) de William Clemens : Mme Lamballe
- 1942 : Une femme cherche son destin (Now, Voyager) d'Irving Rapper : Célestine
- 1946 : Le Joyeux Barbier (Monsieur Beaucaire) de George Marshall : La gouvernante
- 1946 : Cape et Poignard (Cloak and Dagger) de Fritz Lang : La première infirmière
- 1948 : Raccrochez, c'est une erreur (Sorry, Wrong Number) d'Anatole Litvak : La servante française
- 1952 : Les Conducteurs du diable (Red Ball Express) de Budd Boetticher : La serveuse du bar
- 1953 : Le Petit Garçon perdu (Little Boy Lost) de George Seaton : Mme Le Blanc

## Galerie photos

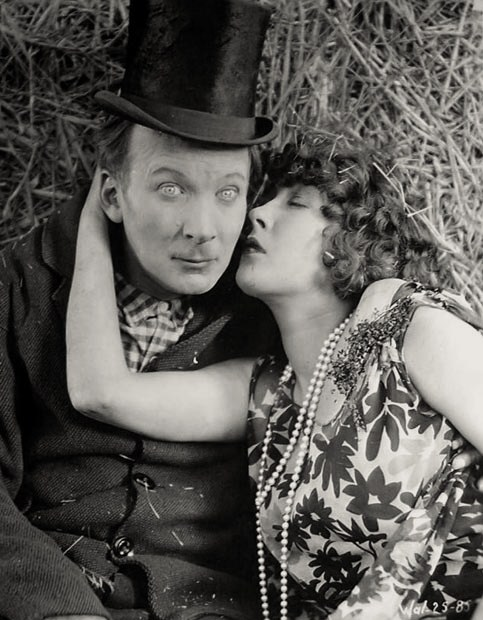
Avec El Brendel, dans Hot for Paris (1929, photo promotionnelle)
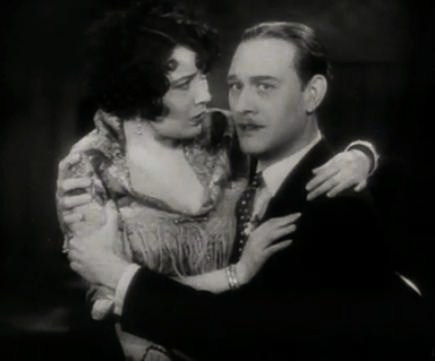
Avec Conrad Nagel, dans The Right of Way (1931)
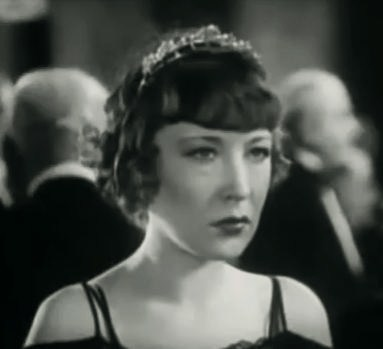
Dans Monte Carlo Nights (en) (1934)